# Marjorie Best
Marjorie Best (Jacksonville, 10 de abril de 1903 — Toluca Lake, 14 de junho de 1997) é uma figurinista estadunidense. Venceu o Oscar de melhor figurino na edição de 1950 por Adventures of Don Juan, ao lado de Leah Rhodes e William Travilla.